# Bazylika Najświętszej Maryi Panny Anielskiej w Dąbrowie Górniczej
Bazylika Najświętszej Maryi Panny Anielskiej w Dąbrowie Górniczej, Sanktuarium NMP Anielskiej Pani Dąbrowy Górniczej i Matki Zagłębia – sanktuarium diecezji sosnowieckiej, gdzie czczona jest Matka Boża Anielska w figurze łaskami słynącej, wyrzeźbionej w drewnie cedrowym w 1904 r. przez Józefa Baltazara Proszowskiego.

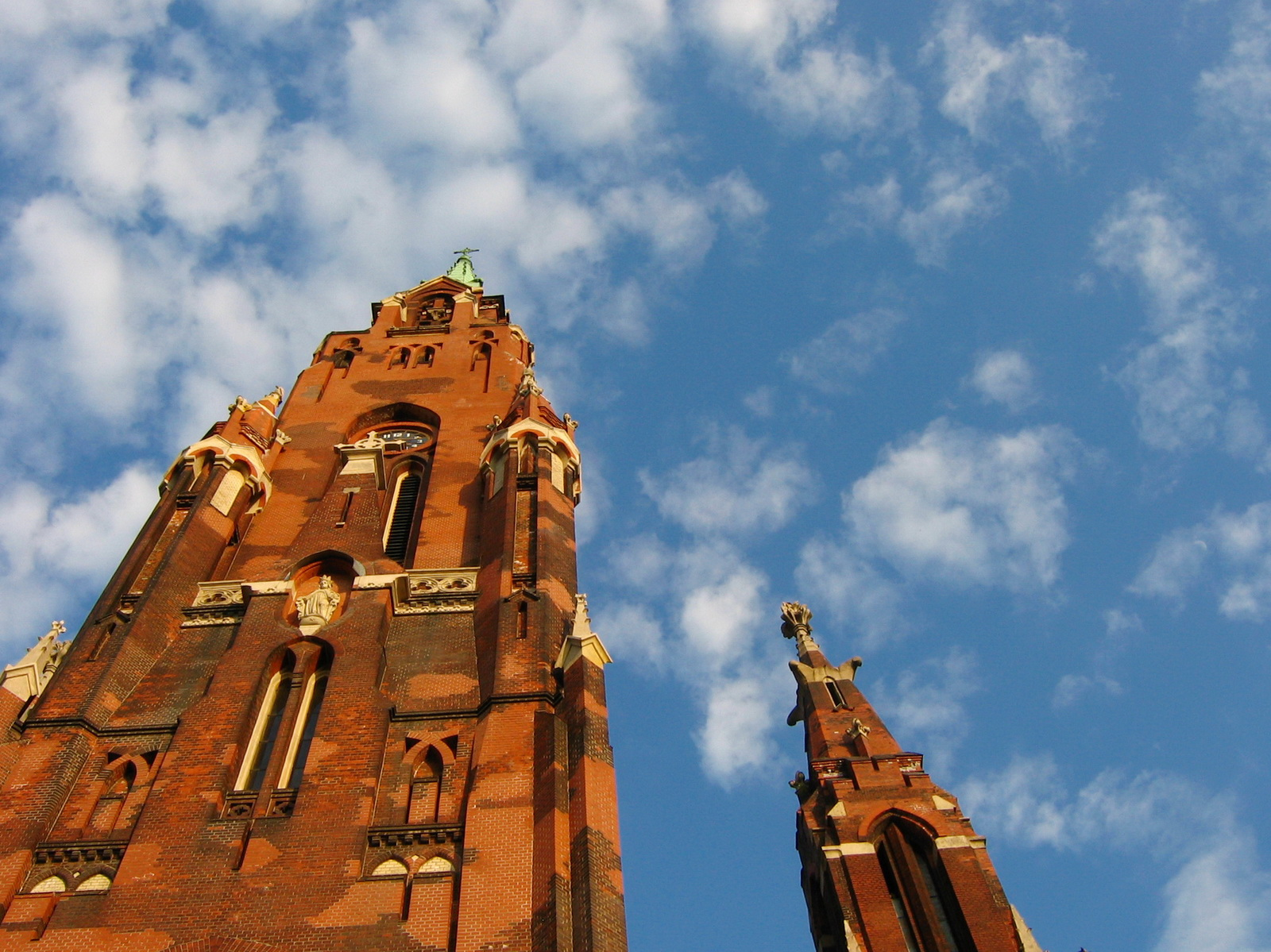
Wieża Główna (przód)

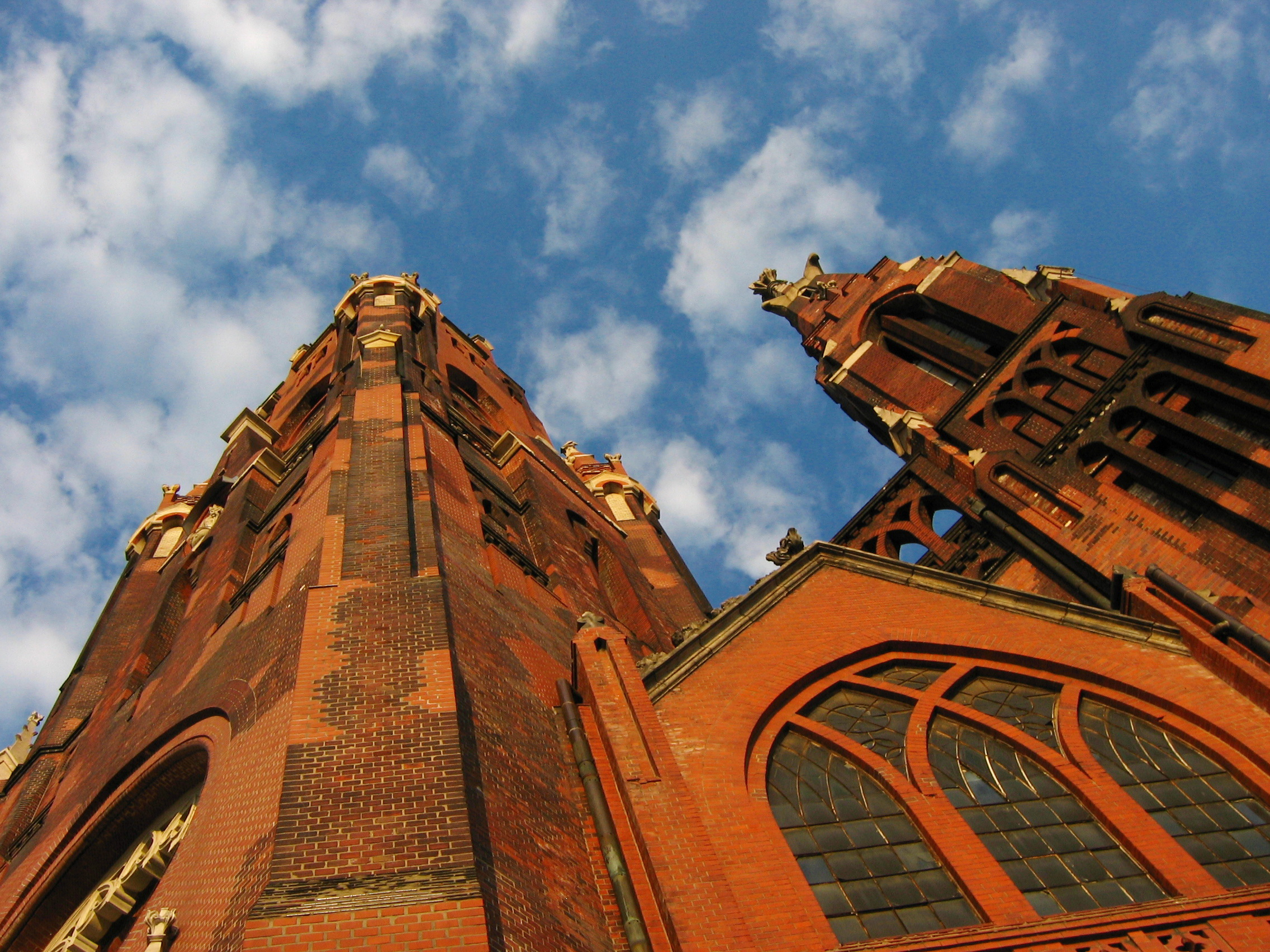
Wieża Główna (bok)

Kult Matki Bożej czczonej jako Królowa Aniołów rozwijał się w Zagłębiu Dąbrowskim od drugiej połowy XIX w. Parafia pw. NMP Anielskiej została ustanowiona w 1891 r. przez biskupa kieleckiego Tomasza Kulińskiego. W 1897 r. uroczyście wprowadzono do dąbrowskiej świątyni obraz „Królowej Anielskiej”, który cieszył się od samego początku wielką czcią wiernych. Ludzie otrzymują łaski za pośrednictwem Matki Bożej Anielskiej, które potwierdzone były od samego początku składanymi wotami jako podziękowanie.
Bazylika NMP Anielskiej w Dąbrowie Górniczej to kościół z przywilejami Stolicy Apostolskiej. Jest to pierwsze sanktuarium w Polsce z tytułem bazyliki (probazyliki), który nadał 19 marca 1901 r. papież Leon XIII.
Świątynia wybudowana została w latach 1898–1912 według projektu Józefa Stefana Pomiana-Pomianowskiego w stylu neogotyckim (gotyk nadwiślański), jako dobudowa do kościoła św. Aleksandra powstałego w latach 1875–1877. Jej budowniczym był ks. prałat Grzegorz Augustynik. Poświęcił ją 29 września 1912 r. biskup kielecki Augustyn Łosiński.

## Pierwszy kościół
Pierwsza świątynia we wsi Stara Dąbrowa nosząca wezwanie św. Aleksandra była budowana w latach 1875–1877. W dniu 29 lipca 1875 roku, założono kamień węgielny pod budowę kościoła, którego głównym budowniczym był ks. Grzegorz Augustynik. Ceglaną jednonawową budowlę z dwiema wieżami w części frontowej wzniesiono na podstawie projektów Juliana Polcera. Budowę zakończono 4 grudnia 1877 r. Był to kościół filialny parafii pw. Świętej Trójcy w Będzinie. 18 października 1885 r. został konsekrowany przez biskupa kieleckiego Tomasza Teofila Kulińskiego. Jest to kościół który przylega do północnej nawy obecnej bazyliki pełniący funkcję kaplicy pw. św. Aleksandra.

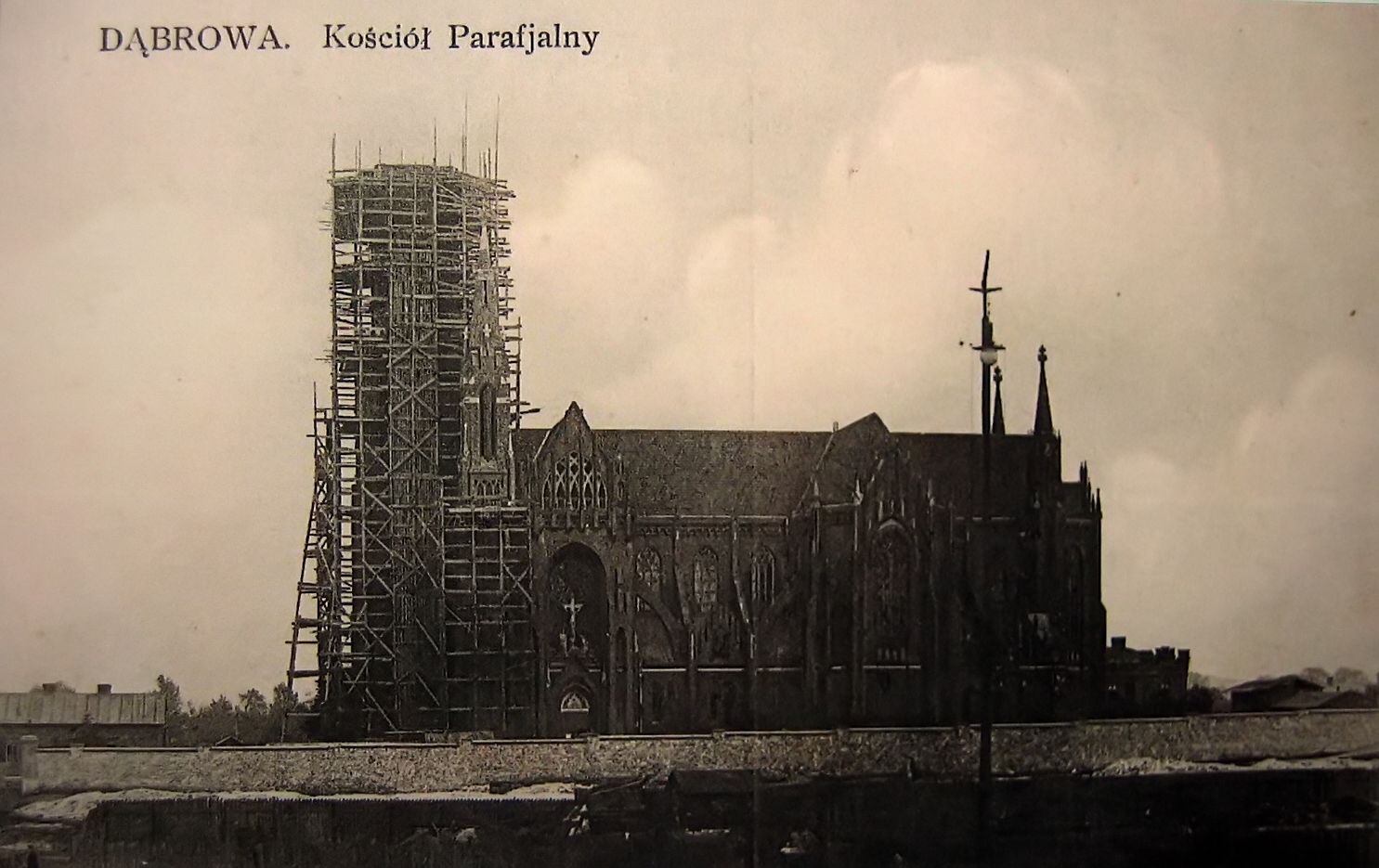
Rozbudowa świątyni w 1900

## Rozbudowa świątyni
Już po wybudowaniu kościoła św. Aleksandra okazało się, że jest on za ciasny. Ówczesny opiekun świątyni, ksiądz Dutkiewicz, rozpoczął starania o pozwolenie na budowę drugiego kościoła w górnej części Dąbrowy. Władze złożyły propozycję na zgodę, pod warunkiem zamiany już wybudowanego kościoła na cerkiew prawosławną. Ksiądz Dutkiewicz nie zgodził się na tak postawiony warunek, i w wyniku publicznych krytyk przez niego wygłaszanych, musiał uciekać z Dąbrowy przed władzami. Dotarł do Ameryki, skąd słał środki na budowę nowego kościoła. Ostatecznie podjęto rozbudowę kościoła św. Aleksandra, na co zgodziły się władze. Rozebrano dwie wieże w przedniej części kościoła i praktycznie wybudowano nowy kościół, połączony ze starym, zamienionym w obszerną kaplicę. Udział w finansowaniu budowy mieli wszyscy robotnicy dąbrowscy, bowiem zakłady pracy przez kilka lat, potrącały im składkę na budowę kościoła. Kamień węgielny pod budowę kościoła założono 2 sierpnia 1898 r. Poświęcił go dziekan będziński, ksiądz Leopold Dobrzański. Wybudowany według projektu Józefa Stefana Pomiana-Pomianowskiego, w stylu neogotyckim, halowym, z poprzeczną kaplicą św. Aleksandra (dawnym kościołem). Kościół posiada układ trójnawowy z 2 dwoma transeptami, trzema wieżami w fasadzie zachodniej i dwiema bocznymi. Powstała świątynia o wymiarach: długość 68 m, szerokość 30 m, wysokość wewnątrz 30 m i wieżach. Wieża główna o wysokości 86 m z krzyżem jest dominującym elementem w krajobrazie miasta i sprawia imponujące wrażenie. Zakończona jest stalowym hełmem pokrytym blachą miedzianą. Wewnątrz wieży głównej znajduje się kilka poziomów. Najwyższym jest pomost widokowy z balkonami, z których można podziwiać przepiękną panoramę miasta. Nieco poniżej znajduje się pomost, na którym najważniejszym (dzisiaj już nie używanym) elementem, jest skrzynia z piaskiem, mająca za zadanie wyhamowanie ogromnych wag zegara w przypadku urwania się któregoś z elementów. Oryginalne ciężarki wag niestety zaginęły w niewyjaśnionych okolicznościach. Zastosowano elementy zastępcze, by zegar mógł pracować. Następnym poziomem jest pomost zegarowy. Znajduje się tutaj mechanizm, który został przywieziony z zachodniej części kraju. Jest to stary mechanizm, który po renowacji odmierza czas do dzisiaj. Poprzednio raz na tydzień za pomocą korby, trzeba było nakręcić zegar, czyli podnieść pod strop trzy ciężkie wagi. Takie jednorazowe nakręcenie wystarczało na tygodniowe działanie. Obecnie jest zastosowany nowoczesny układ elektroniczny, dbający o poprawne wskazywanie godziny. Kolejnym pomostem jest dzwonnica. Oryginalnie był tu komplet dzwonów spiżowych z 1934 r., podobno ofiarowanych przez stoczniowców z Gdyni, jednak w czasie wojny Niemcy część dzwonów zdjęli i wywieźli. Do dzisiaj można słuchać jednego z nich o imieniu Stefan. Obok wiszą stalowe dzwony odlane w Hucie Bankowej w 1947 r. Całość konstrukcji dzwonnicy wykonana jest z drewnianych podpór oraz metalowych zawiesin. Wszystkie dzwony są kompletne (posiadają dusze). Następnym pomostem, jest kolejny poziom balkonowy. Tarasy widokowe są mniej więcej na 2/3 wysokości wież bocznych. Strop bazyliki to typowa gotycka konstrukcja. Elementy dachu pokrywającego budynek bazyliki nie opierają się na kopułach, lecz na specjalnie opracowanych podporach drewnianych. Sklepienia kopuł tworzą niezależną konstrukcję, na które nie działają żadne siły nacisku przenoszone poprzez konstrukcję dachu. Na tym poziomie znajdują się również przejścia do obydwu wież bocznych. Najniższą częścią wieży głównej jest wejście krętymi metalowymi schodami na drewniany balkon chóru.

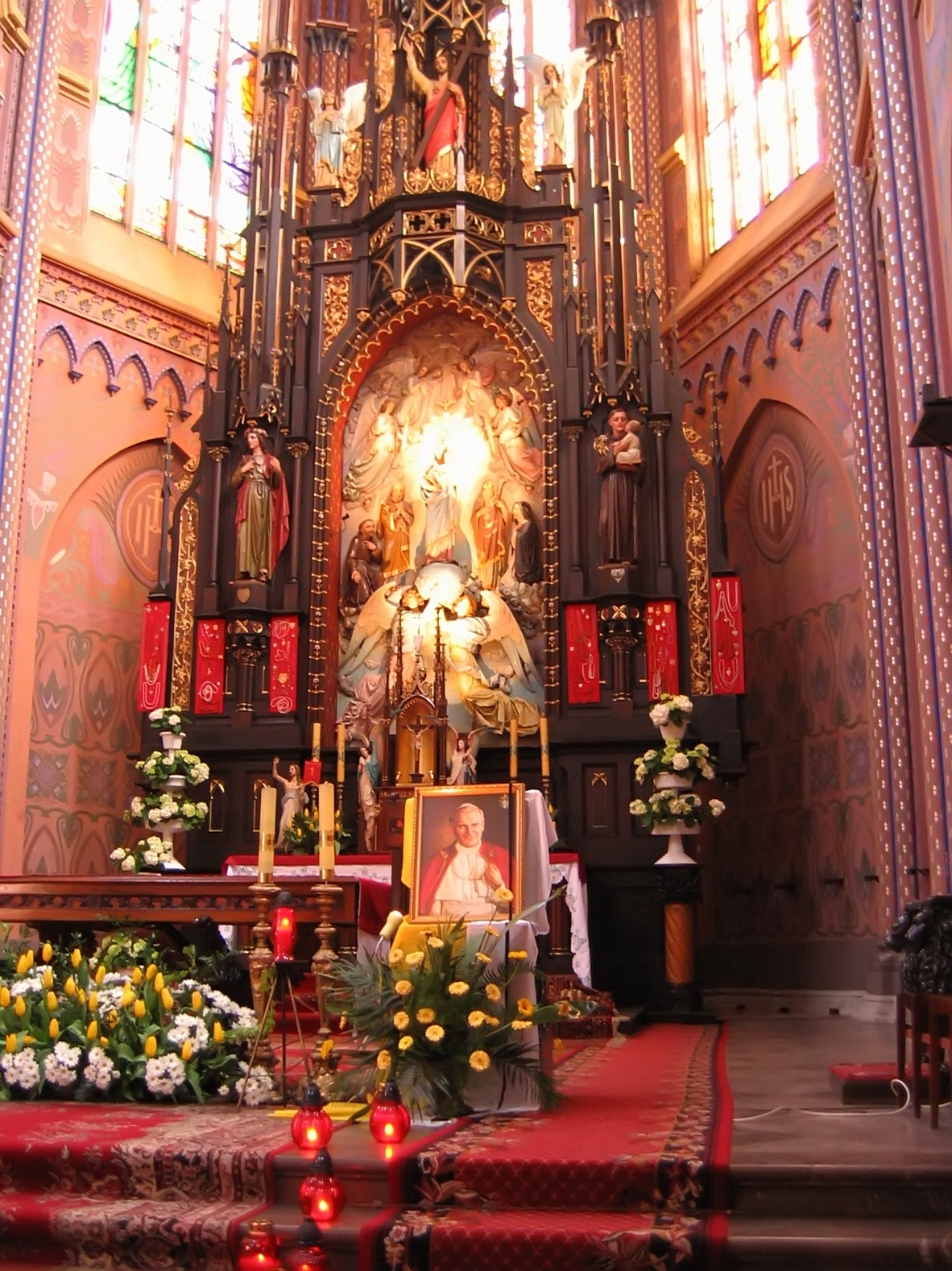
Ołtarz główny

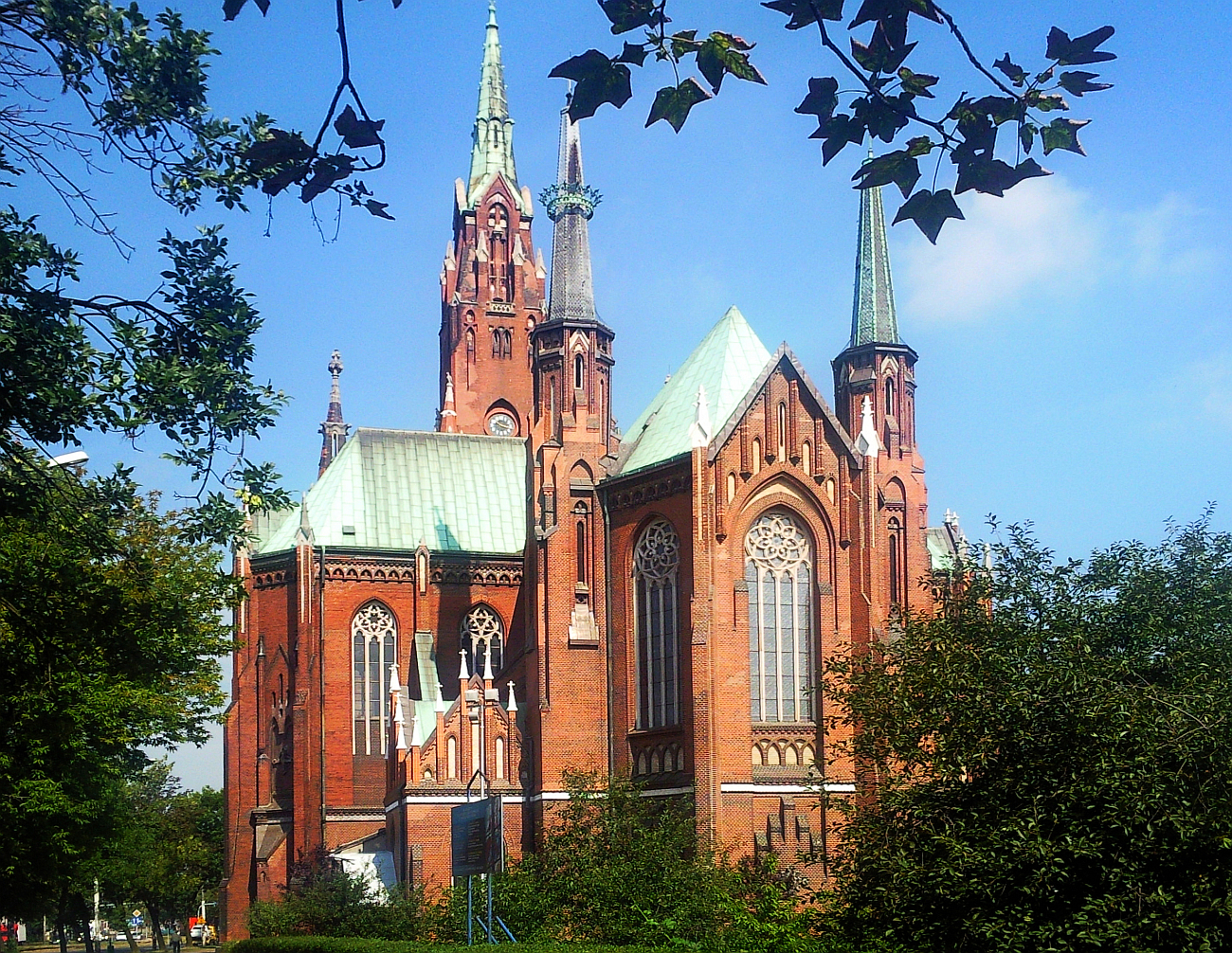
Bazylika Najświętszej Maryi Panny Anielskiej w Dąbrowie Górniczej

## Łaskami słynąca figura NMP Anielskiej
W sercu obecnej diecezji sosnowieckiej, w Dąbrowie Górniczej, od 1904 roku czczona jest NMP Anielska. Jako wzór dla artysty do wykonania figury Matki Bożej z Dzieciątkiem posłużył wizerunek Maryi, podarowany ks. Grzegorzowi Augustynikowi przez wiernych z Włoszczowy, gdzie był proboszczem. Cyprysową figurę do ołtarza głównego dąbrowskiej bazyliki wykonał Józef Baltazar Proszowski z Częstochowy.
Maryja, którą otacza Bóg Ojciec i Duch Święty oraz święci: Józef, Joachim, Franciszek, Klara i aniołowie, ukazana została w postawie stojącej, jako Królowa Świata, w koronie i z berłem. Ustawiona jest na kuli ziemskiej, prawą nogą depcze ciało węża. Na lewym ramieniu trzyma Jezusa z rozłożonymi rękami, dzierżącego na kolanach królewskie jabłko. Matka Boża swą twarz lekko zwraca ku Dzieciątku. Ubrana jest w różową suknię w stylizowane lilie andegaweńskie i niebieski płaszcz okrywający także głowę, ozdobiony złotymi gwiazdami. Na brzegu płaszcza znajduje się lamówka przetykana szlachetnymi kamieniami. Sukienka Dzieciątka Jezus koloru białego zdobiona jest złotymi krzyżykami. Głowy obiegają złociste promienie oraz dwanaście gwiazd.
Kompozycja całej sceny nawiązuje do charakterystycznego typu obrazowania sacra conversatione (świętej rozmowy) – gdzie często przedstawiano Matkę Najświętszą w otoczeniu świętych. Jest też wyraźną sceną ukazania chwały Maryi Niepokalanej, która – unoszona przez dwa anioły i depcząca węża, symbolizującego szatana – dostępuje łaski Wniebowzięcia i Ukoronowania. Świadkami tego jest Trójca Święta oraz zastępy aniołów.
Wyrazem szczególnego hołdu wiernych, dla których NMP Anielska jest „skuteczną orędowniczką u Boga i najpewniejszą pomocą w trudnościach”, było ogłoszenie 2 sierpnia 1957 r., przez Prymasa Polski kard. S. Wyszyńskiego Matki Bożej Anielskiej Patronką Dąbrowy Górniczej i Matką Zagłębia. Znakiem szczególnej czci mieszkańców Zagłębia Dąbrowskiego była koronacja łaskami słynącej figury koronami papieża Pawła VI 19 maja 1968 r. przez prymasa S. Wyszyńskiego oraz metropolitę krakowskiego K. Wojtyłę.

## Dalsze dzieje
Przy okazji pobytu w Rzymie w 1900 r. ks. Grzegorz Augustynik podjął starania o uzyskanie odpustu dla kościoła Matki Boskiej Anielskiej. Na mocy breve Leona XIII z 19 marca 1901 r. został on podniesiony do godności (probazyliki) bazyliki. Rok później bazylika otrzymała przywilej obchodzenia odpustu: 3 maja, w uroczystość św. Aleksandra, patrona pierwszego kościoła, 13 listopada – w dzień wspomnienia św. Stanisława Kostki i 2 sierpnia – w święto Matki Bożej Anielskiej, odpust Porcjunkuli. W 1904 r. została umieszczona w ołtarzu głównym, koronowana figura Matki Boskiej Anielskiej, słynnąca łaskami (170 cm. wysokości), wyrzeźbiona z drewna cyprysowego przez Baltazara J. Proszowskiego. Figura ta jest centralną częścią ołtarza głównego. We wnętrzu świątyni widoczna jest artdecowska dekoracja
malarska ścian i sklepień wykonana w latach 1927–1929 przez Michała Kowala i Jana Nygę „Starszego”.

## Wnętrze

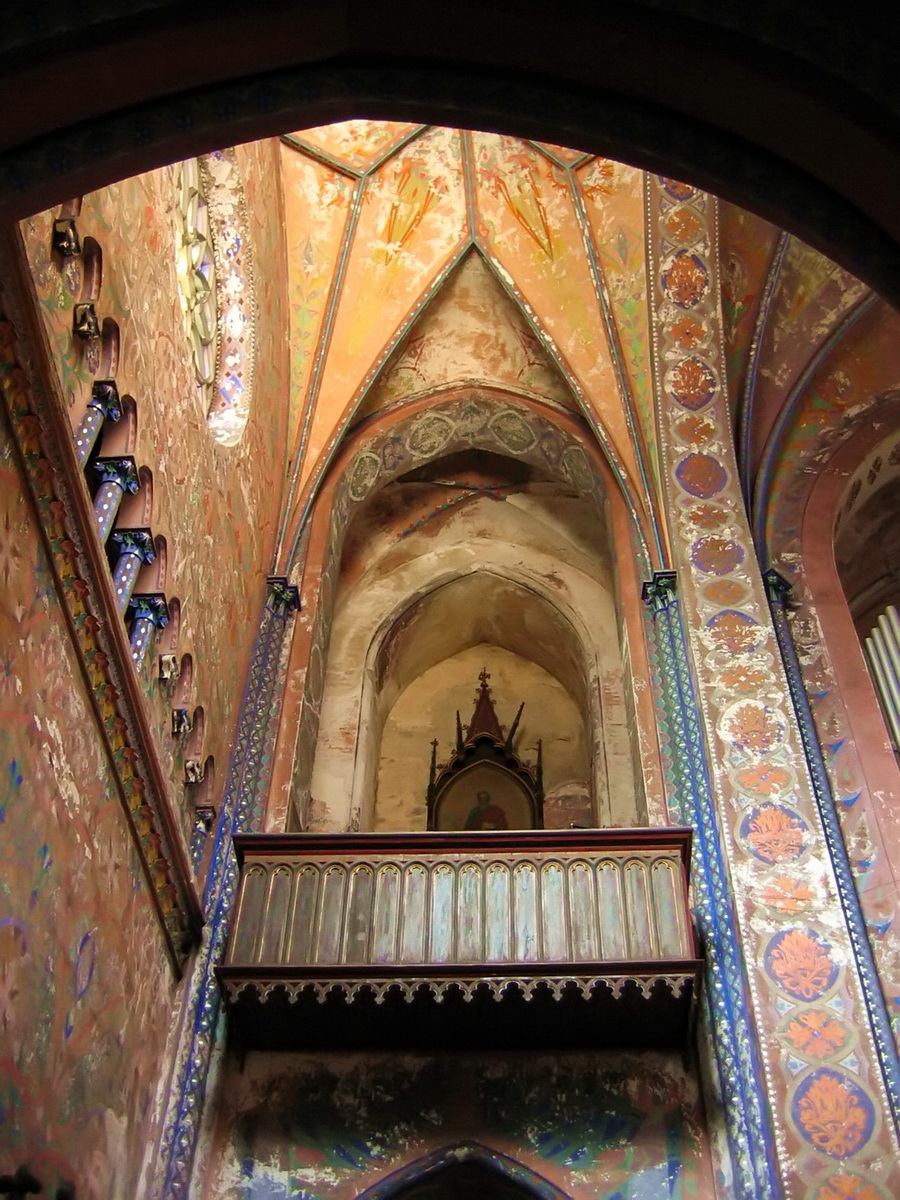
Wnętrze bazyliki

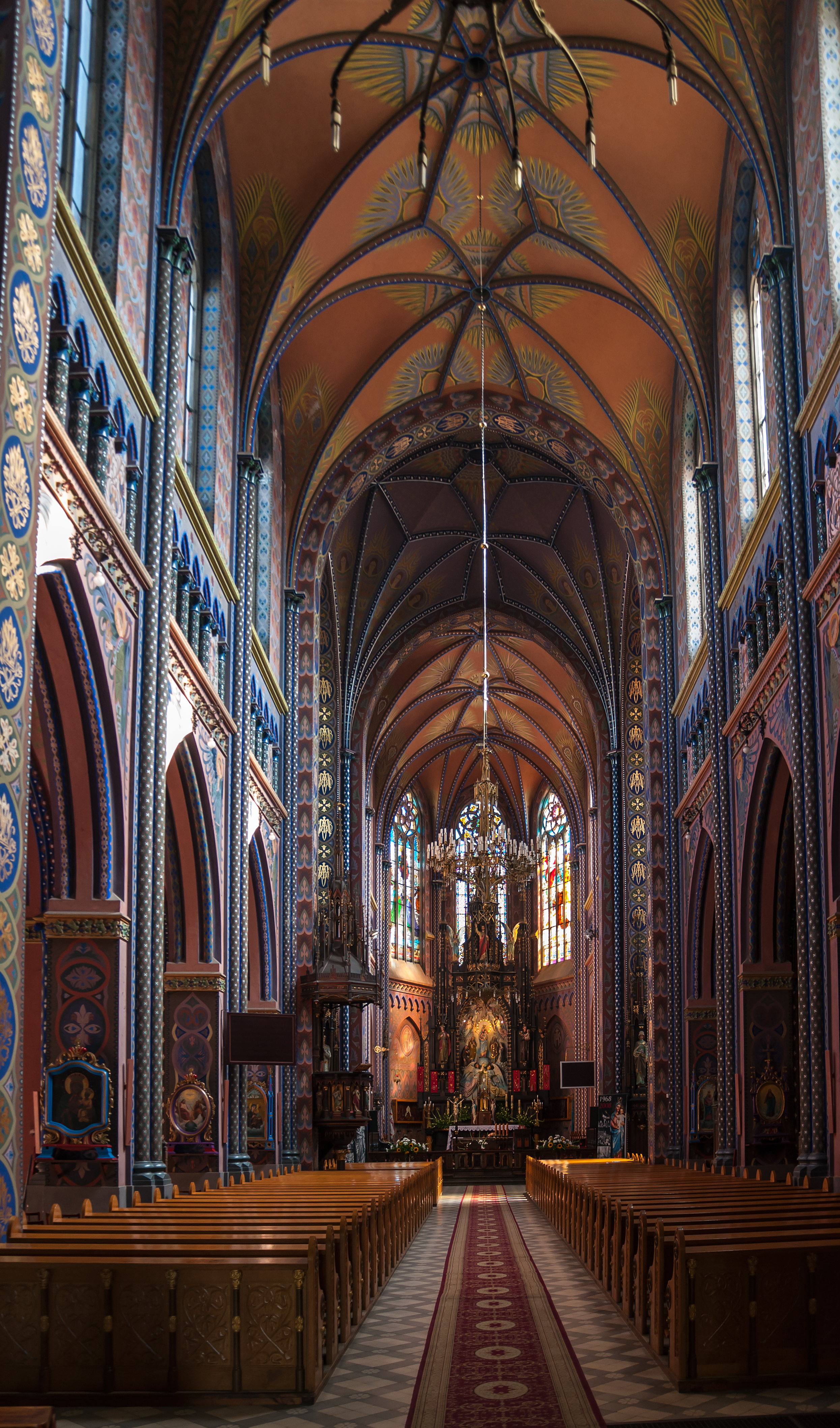
Wnętrze bazyliki

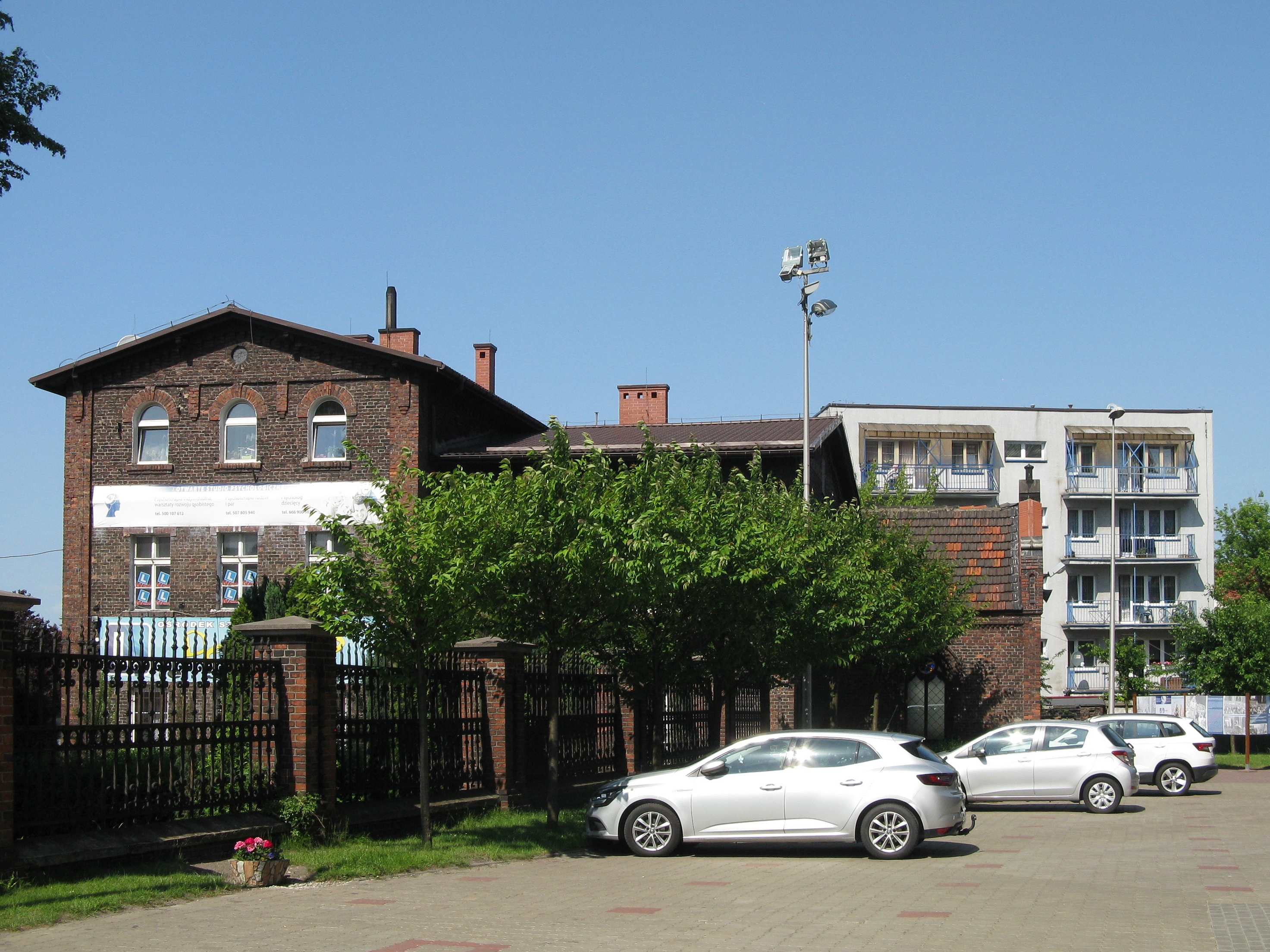
Kaplica Porcjunkuli (z prawej) w 2018 roku

Wnętrze tworzy niemal w całości jednolity neogotycki wystrój który tworzą ołtarze, ambona, konfesjonały o architektonicznych formach. Wielki ołtarz główny posiada bogatą dekorację malarską i rzeźbiarską. Dominantą jest obraz umieszczony pośrodku ołtarza: przedstawienie Trójcy Świętej w otoczeniu aniołów i świętych: św. Józefa i św. Joachima, św. Franciszka i św. Klary oraz rzeźba cudownej figury Maryi z Dzieciątkiem. Po bokach figury św. Rozalii i św. Antoniego z Padwy. Ponadto dzieło zdobią mniejsze figury archaniołów: Gabriela, Michała i Rafała.
Pierwszy wizerunek NMP Anielskiej został umieszczony w kościele w 1897 r. Był to obraz namalowany na wzór obrazu Matki Bożej z Włoszczowy. Figura, która obecnie znajduje się w ołtarzu głównym, wykonana jest z drzewa cyprysowego. Wyrzeźbiona została w 1904 r. przez Józefa Baltazara Proszowskiego. Postać Najświętszej Maryi Panny jest wysoka na 170 cm. W prawej ręce trzyma berło, na lewej małego Jezusa, który wspiera na kolanach królewskie jabłko.
W transepcie znajdują się neogotyckie ołtarze:
Ołtarz św. Barbary z rzeźbami św. Kingi i św. Jadwigi; Najświętszego Serca Pana Jezusa z rzeźbami Maryi i św. Jana Ewangelisty i obrazem Ukrzyżowania.
W kaplicach przy prezbiterium ołtarz NMP Różańcowej z rzeźbami patronów całego Śląska: bł. Czesława i św. Jacka, oraz św. Antoniego z Padwy w zwieńczeniu; św. Józefa z rzeźbami patronów Polski św. Wojciecha i św. Stanisława, natomiast w zwieńczeniu znajduje się figura bł. Wincentego Kadłubka. Kaplicę św. Aleksandra zdobi polichromia przedstawiająca anielski orszak oraz świętych oraz neogotycki ołtarz z obrazem Matki Boskiej Częstochowskiej.
W kaplicy zwanej Porcjunkulą (nawiązującej do Porcjunkuli w Asyżu) wzniesionej w 1913 r., został pochowany ks. Grzegorz Augustynik.

## Remont
Kościół św. Aleksandra został odnowiony w 1910 r. przez Piotra Nizińskiego z Krakowa, prawdopodobnie według projektu Tetmajera, dzięki środkom pochodzącym z ofiar złożonych przez wysokich urzędników Kolei Wiedeńskiej, w oryginalnej formie, dzięki zachowanym wzorom. Kościół został gruntownie odnowiony w 1952 roku. Polichromie odnowił artysta malarz Wacław Pużyński, według oryginalnych zachowanych kartonów.

Na pamiątkę otrzymania odpustu Porcjunkuli ks. Grzegorz Augustynik w 1913 roku wybudował kaplicę obok bazyliki, gdzie został pochowany po śmierci w 1929 roku. We wnętrzu znajduje się pierwszy obraz Matki Boskiej Anielskiej z dużego ołtarza kościoła św. Aleksandra. 

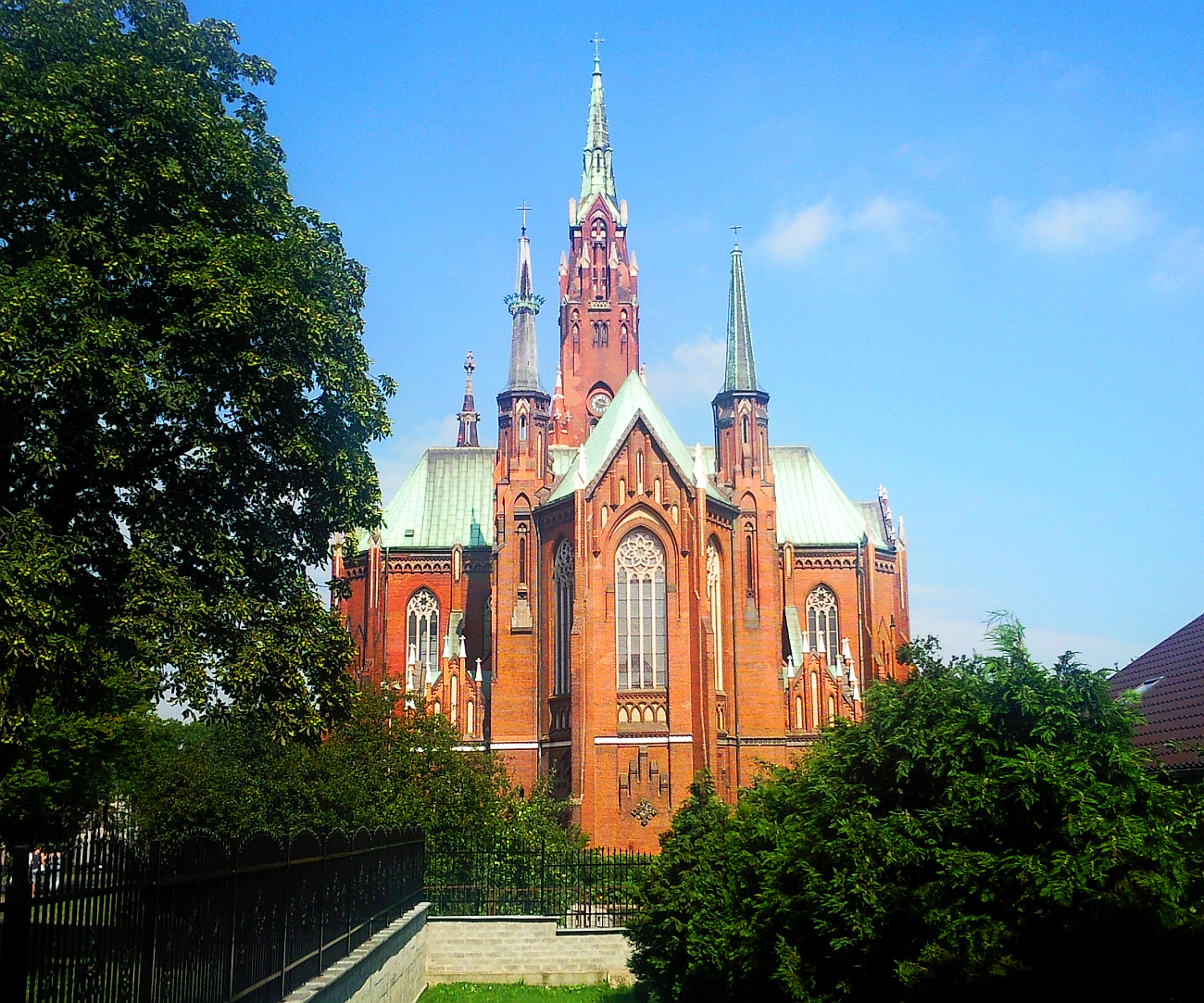
Bazylika Najświętszej Maryi Panny Anielskiej w Dąbrowie Górniczej

## Bazylika
Bazylika mniejsza to kościół o specjalnych przywilejach papieskich, który przez wyjątkowe walory liturgiczne, bogate działania pastoralne oraz szczególne zasługi na gruncie historii i sztuki, posiada szczególny związek z Ojcem Świętym. Po raz pierwszy tytuł ten nadał papież Pius VI w 1783 kościołowi św. Mikołaja w Tolentino. Nazwa pochodzi od gr. βασιλικός – królewski, stoa basilike – hala królewska, oznaczających budowlę w starożytnej Grecji. Kościół pw. NMP Anielskiej w Dąbrowie Górniczej tytuł bazyliki (probazyliki) otrzymał 19 marca 1901 roku. Jest to pierwsze sanktuarium maryjne w Polsce wyróżnione tym zaszczytnym tytułem.

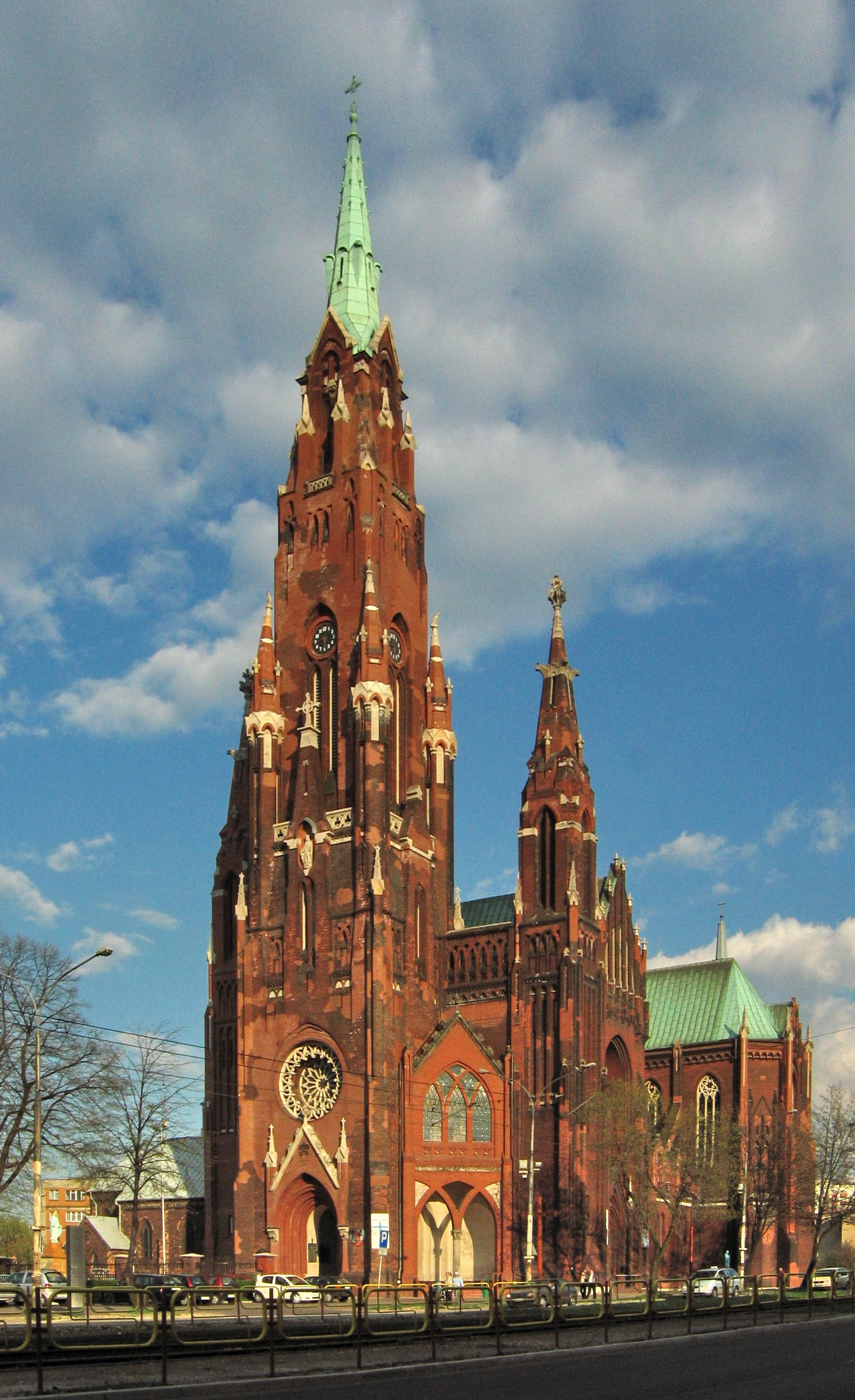
Wieża Główna

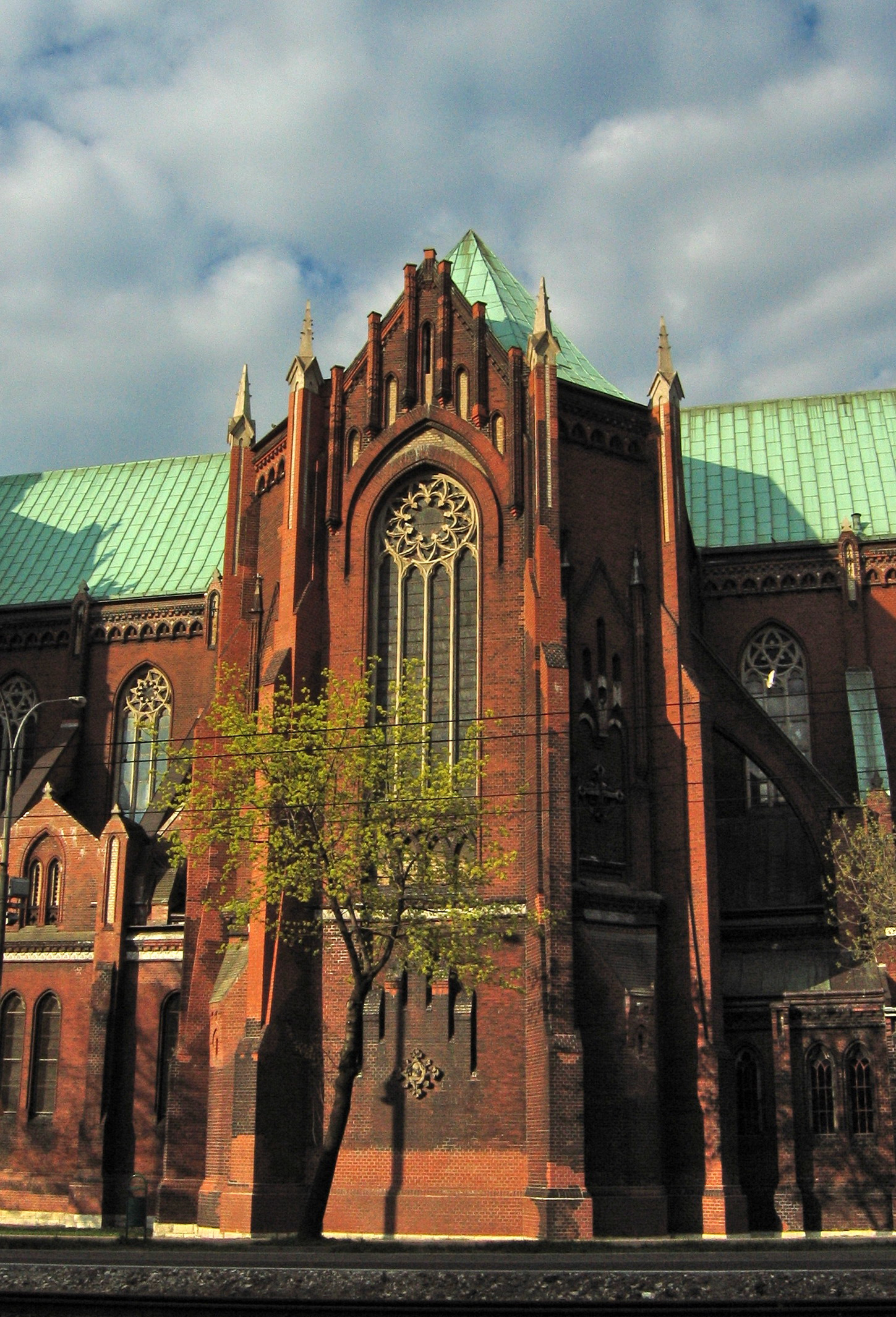
Nawa boczna

## Sanktuarium
Bazylika pw. Matki Bożej Anielskiej jest sanktuarium diecezji sosnowieckiej. W 1957 r. NMP Anielska została ogłoszona w imieniu Stolicy Apostolskiej przez prymasa Stefana Wyszyńskiego patronką Dąbrowy Górniczej i Matką całego Zagłębia.

## Duszpasterze
Źródło: 
| Proboszcz              | Lata działania w parafii |
| ---------------------- | ------------------------ |
| Józef Dutkiewicz       | 1891–1896                |
| Józef Sikorski         | 1896–1897                |
| Grzegorz Augustynik    | 1897–1902                |
| Jan Kołakiewicz        | 1902–1906                |
| Grzegorz Augustynik    | 1906–1916                |
| Stanisław Mazurkiewicz | 1916–1933                |
| Stefan Niedźwiedzki    | 1933–1945                |
| Stanisław Ufnarski     | 1945–1955                |
| Jan Domarańczyk        | 1955–1968                |
| Stanisław Buchalski    | 1968–1979                |
| Henryk Danielewski     | 1979–1994                |
| Jan Leks               | 1994–2006                |
| Andrzej Stasiak        | od 2006                  |

Proboszczem jest ks. Andrzej Stasiak, kustosz Sanktuarium a wikarym ks. Dariusz Stopa.

## Pielgrzymki
Do NMP Anielskiej pielgrzymują m.in.: mężczyźni i młodzieńcy (trzecia niedziela maja), niewiasty i dziewczęta (2 sierpnia), Amazonki (8 marca) członkowie Duchowej Adopcji Dziecka Poczętego (25 marca), Sybiracy, Kombatanci (styczeń), Harcerze (kwiecień), Honorowa Straż NSPJ (maj), Żywy Różaniec (maj), Dzieci Komunijne (czerwiec), Pracownicy Przemysłu Mięsnego i Wędliniarskiego (sierpień), Leśnicy, Policjanci oraz indywidualni pielgrzymi.